# サームコック
サームコック（สามก๊ก）は、『三国志演義』のタイ語翻訳作品。とくに、19世紀初頭に王命によって成立した最初の翻訳作品（チャオプラヤー・プラクラン版サームコック）は、現代タイ語の規範ともされる格調高い文章で綴られ、タイ文学に大きな影響を及ぼした。現代のタイにおいて三国志演義（サームコック）と言えば、一般にチャオプラヤー・プラクラン版を指す。本項ではチャオプラヤー・プラクラン版を中心に説明する。

## チャオプラヤー・プラクラン版サームコック

### 内容と特徴
チャオプラヤー・プラクラン版サームコックは、ラーマ1世に命じられたチャオプラヤー・プラクラン（「チャオプラヤー・プラクラン」は官名で、本名はホン）を長とするグループ（福建人通訳を含む）が、共同作業によって1802年に完成させた。『三国志演義』のタイ語への翻訳は、この作品が最初と見られる。
チャオプラヤー・プラクラン版は『三国志演義』中国語原典からの厳密な翻訳ではなく、多くの部分で原典の意を汲んだ表現が創作されており、構成にもいくらかの変更が加えられている。原典の「天」の概念に代わり、タイの仏教のブン（功徳）とカム（業）にもとづく因果や道徳を導入しているのも特徴で、英雄性や悲劇性の描写も原典とは異なる意味合いを持つものとなっている。なお、単位や暦はタイのものに置き換えられ、人名や地名には福建語の発音が使われている。
散文で書かれた文章には、当時の日用語（すなわち現代タイ語）の単語が多く用いられている。現代語によるまとまった文章を持つタイ文学史上初の作品とも言われ、平易でありながらまた古典文学的な高い格調を備えているとされる。
一方で、共同執筆者である福建人通訳は教育の低い者であったと想像され、翻訳のミスも指摘されている。劉備の出身地である涿郡を明らかに豚郡と取り違えて訳しているのは、その有名な例である。また章も九十七までしか訳されていないため、完訳には至っていない。

### 成立の背景
18世紀後半から19世紀初頭にかけてのタイは、政治的・軍事的・文化的に大きな変革の時期にあった。ビルマ（コンバウン王朝）の侵攻によるアユタヤ王朝滅亡（1767年）後の混乱を収拾したラーマ1世は1782年にチャクリー王朝を開き、新王朝の基盤を整えるとともに、強大なビルマの侵攻をたびたび退けている。また、アユタヤの陥落に際して文学作品の多数が失われたため、文学の復興も大きな課題であった。
チャオプラヤー・プラクラン（ホン）は詩人であるとともに武将でもあり、『サームコック』とともに『ラーチャーティラート』の編纂者の一人としても知られる。『ラーチャーティラート』はビルマを軍事的に圧迫するモン族の王に関する物語で、モン語からタイ語への翻訳作品であるが、当時ビルマに圧迫されていたタイの状況が反映されている。
『サームコック』の翻訳には、用兵術のテキストを意図していたとも、また「義」をもって主君のために戦った英雄たちの物語によって官吏たちの士気を向上させる意図があったともされる。

### 影響
チャオプラヤー・プラクラン版サームコックの、平易でありながら格調ある文体は、現代タイ語（特に文語）の形成に大きな影響を及ぼした。19世紀初頭の作品であるにもかかわらず、タイ語を母語とする現代人一般が辞書なしで簡単に読めると言われる。現代タイ語の模範作品としてしばしば挙げられており、小学校の国語の教科書にもよく採用される。チャオプラヤー・プラクラン版以後、その翻訳の欠点を補うような新たな訳も出ているが、チャオプラヤー・プラクラン版の文体の格調の支持者が多く、これを淘汰するに至っていない。
また、サームコックはタイ文学に非常に大きな影響を与えている。サームコックの文体を真似て、若き日のビルマ王バインナウンを主題とした『十方勝利者』や、アユタヤ王朝時代を背景に架空の将軍を活躍を描いた『クン・スック』が書かれた。

## タイにおける三国志演義と中国文学の受容
民間に新聞が普及すると、サームコックも連載されるようになり、新たな中国文学ブームを生んだ。四大奇書はもとより、『封神演義』などの作品も翻訳されており、広くタイ人一般に知られている。中国文化の氾濫は、それを受け入れる土壌をタイにはぐくむことになった。たとえば『西遊記』は「サイイウ」（ไซอิ๋ว、「西遊」の福建語（および潮州語）発音）の名で、タイの華人でない子供にも親しまれている。
現代のタイにおいて、三国志演義の物語は日本や中国と同じく、世代を越えた支持層を持つ。チョンブリー県パッタヤーには三国志のテーマパーク（Three Kingdoms Park）もある。『三国志演義』（中国中央テレビ制作）をはじめ、中国で制作された中国の歴史劇・時代劇はテレビで放送されており、広く受け入れられている。また、タイ国内で疑似中国時代劇（いわばマカロニ・ウエスタンのタイ・中国版）や小説が多数制作されている。